# Everus S1
Everus S1 — субкомпактный седан, выпускавшийся с 2011 по 2014 год подразделением Everus компании Honda.

## Описание
Everus S1 дебютировал в 2010 году в Гуанчжоу. Представляет собой ребеджинг четвёртого поколения Honda City/Jazz.
Серийная версия была представлена в 2011 году на Шанхайском автосалоне. Продажи начались в апреле 2011 года.

Автомобиль оснащался бензиновыми двигателями серии L объёмом 1,3—1,5 л в паре с пятиступенчатой механической или автоматической трансмиссией. Первоначально планируемая цена составляла на 20% ниже, чем на Honda City (от 69800 до 99800 юаней).

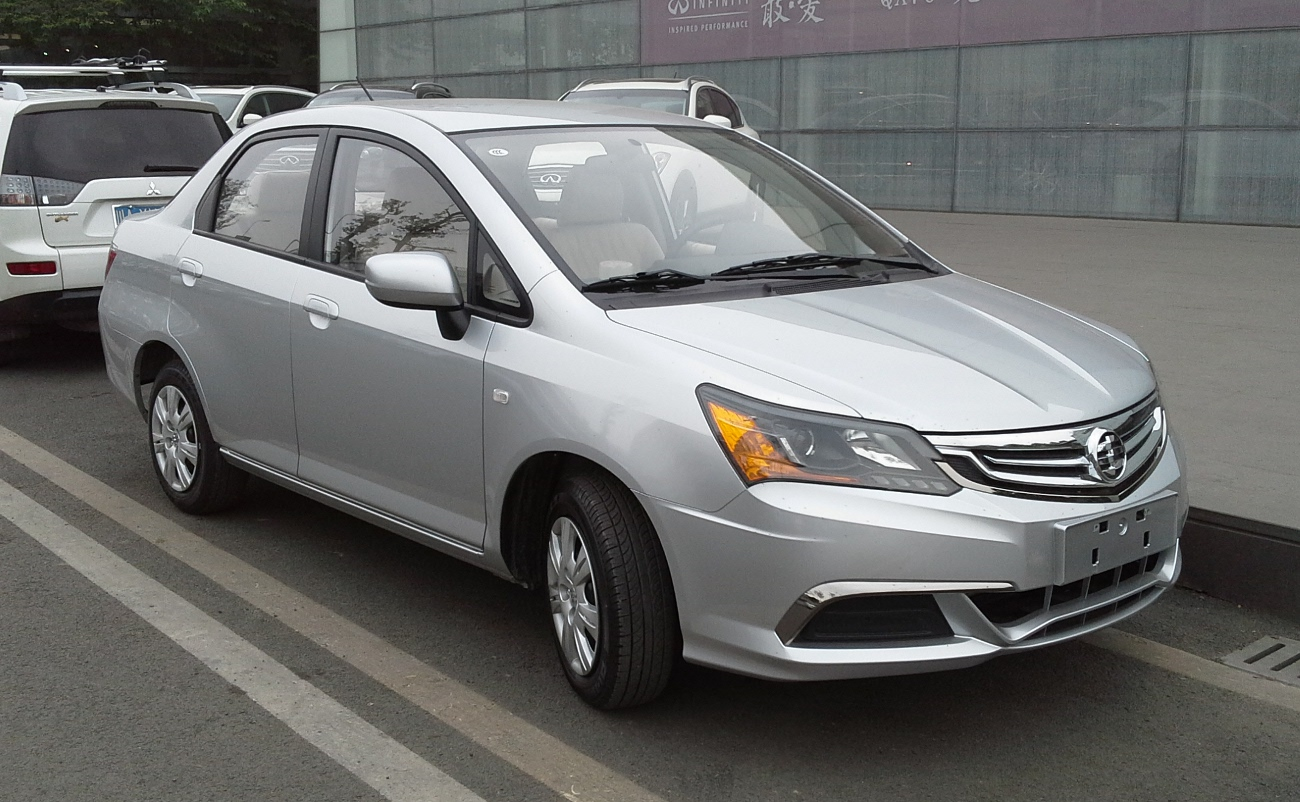
Вид спереди
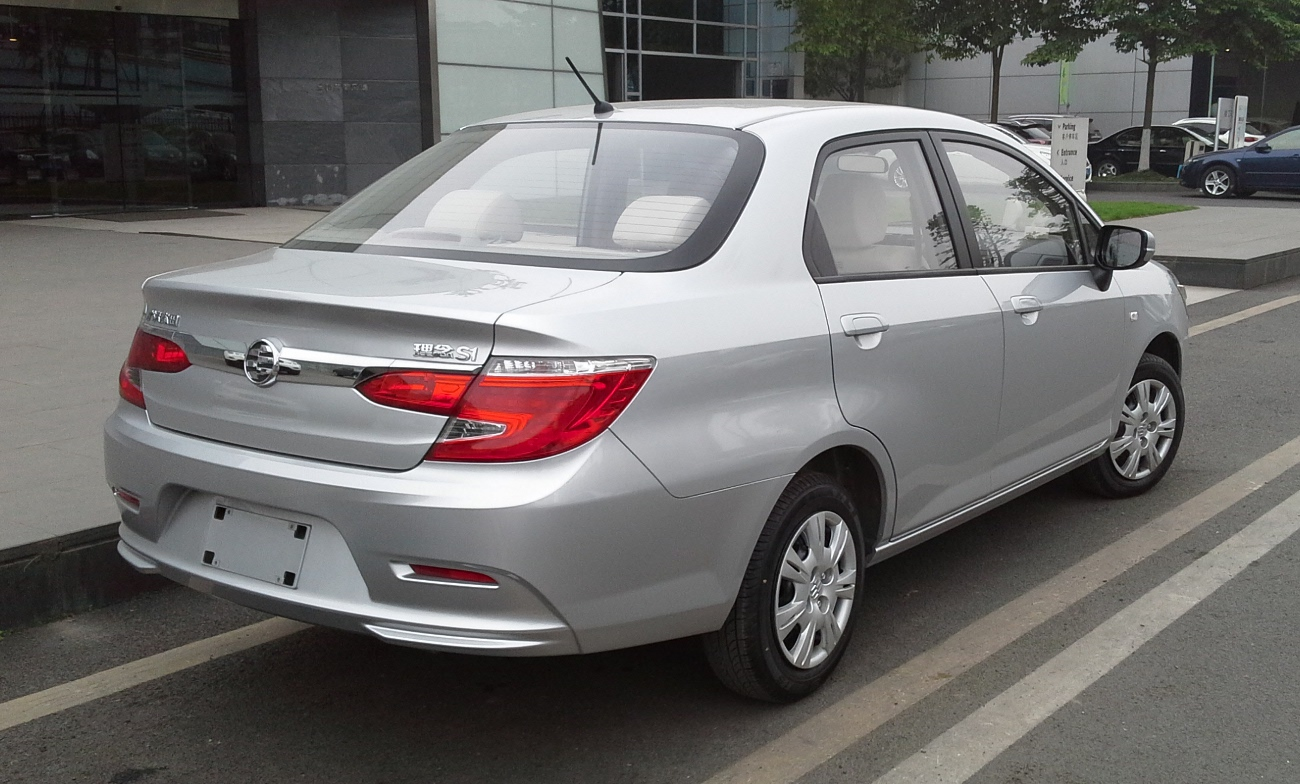
Вид сзади

Фейслифтинговый вариант был представлен в 2013 году на Шанхайском автосалоне. Продажи начались в мае того же года. К 2014 году было продано около 4500 единиц.

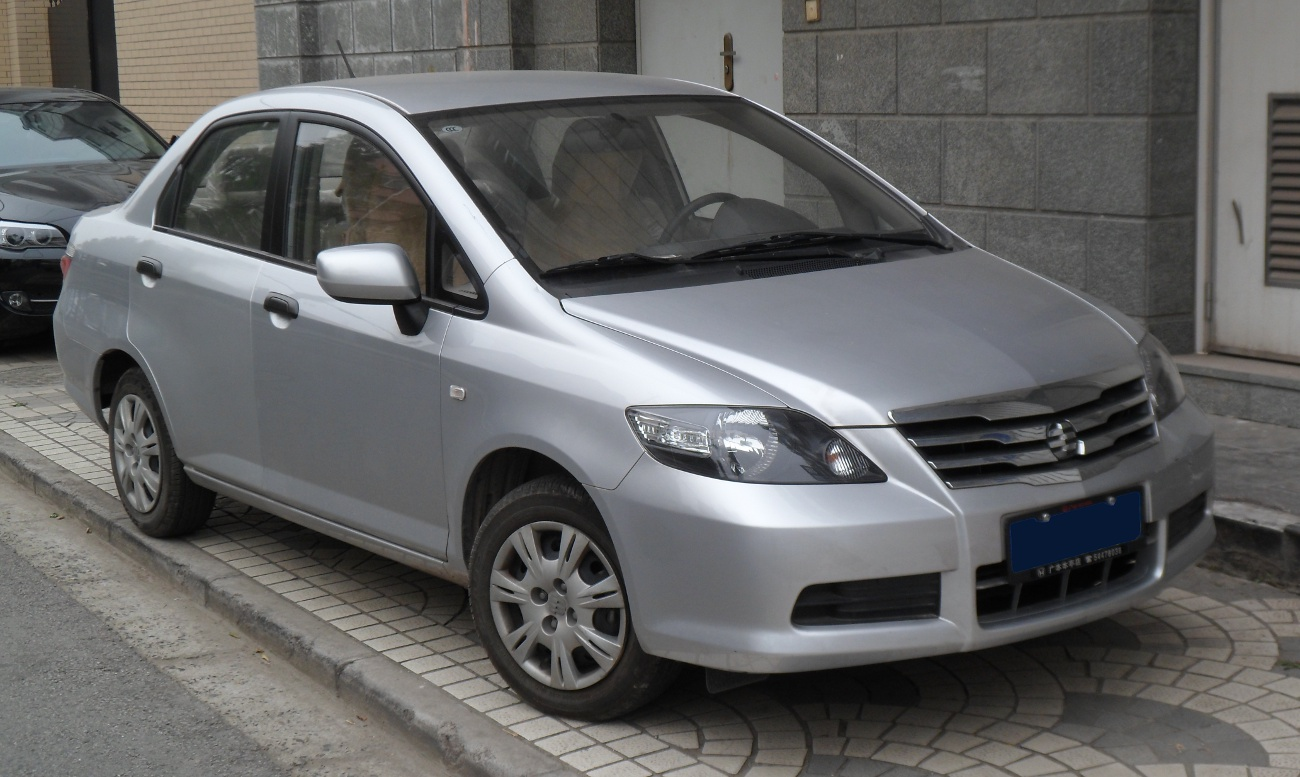
Вид спереди
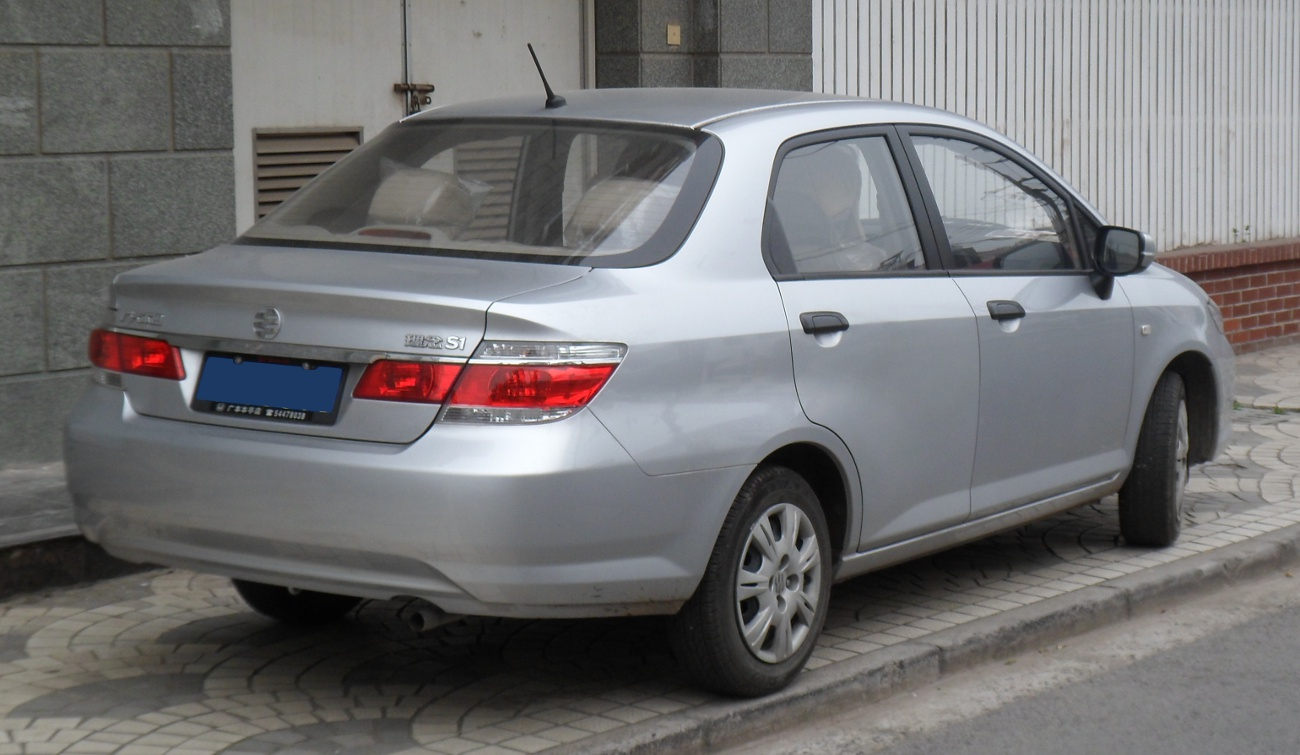
Вид сзади